# Lipová (starý zámek)
Starý zámek v Lipové byl postaven patrně kolem roku 1500 nebo po roce 1566 v souvislosti se vznikem samostatného lipovského panství. Původně renesanční stavba procházela po roce 1712 postupnými barokními úpravami. Po výstavbě nového zámku byl starý zámek v letech 1740–1742 přestavěn na pivovar. Budova bývalého zámku zanikla v 70. letech 20. století.

## Historie
Vesnice Lipová je v písemných pramenech poprvé zmíněna v roce 1418, kdy byla součástí hohnsteinsko-wildensteinského panství rodu Berků z Dubé. Podle starší vlastivědné literatury měla v místě stát gotická tvrz z první poloviny 14. století, pro toto tvrzení však nejsou žádné podklady. Lipová přešla v roce 1443 k tolštejnskému panství, které se dostalo roku 1485 do držení saského rodu Schleinitzů. Za života Georga ze Schleinitz († 1565) zažívalo panství velký hospodářský rozkvět. Georg po sobě zanechal čtyři dědice, kteří si jeho rozsáhlé statky rozdělili. Syn Hans († 1595) obdržel Lipovou a okolí, z které tak roku 1566 vytvořil samostatné panství. Patrně bezprostředně po převzetí panství dal v Lipové vystavět renesanční zámek s poplužním dvorem. Možné, i když méně pravděpodobné je, že Schleinitzové postavili v Lipové tvrz již kolem roku 1500 a jako stavební materiál použili trosky tvrze ze sousedního Velkého Šenova. Zámek postupně vystřídal řadu majitelů. Roku 1602 jej od zadlužených Schleinitzů odkoupili Kinští. Protože byl však Vilém Kinský (1574–1634) kvůli přípravě spiknutí s Albrechtem z Valdštejna (1583–1634) roku 1634 zavražděn, dostal panství darem hrabě Wolfgang z Mansfeldu (1575–1638). Po roce 1662 vlastnili starý zámek Slavatové z Chlumu a Košumberka a od roku 1696 Salm-Reifferscheidtové. Od počátku 17. století přestal být starý zámek využíván jako stálé šlechtické sídlo. Stavba hrála významnou úlohu během poraženého povstání poddaných v roce 1680, protože se před ní shromáždili povstalci z okolních vsí. Roku 1692 byl zámek upravován neustadtským stavitelem Balthasarem Hillem.
Změnu ve využívání starého zámku přinesl starohrabě Leopold Antonín Salm-Reifferscheidt (1699–1769), který na zámku sídlil, průběžně jej upravoval a spravoval z něj své panství. Konec sídelní funkce starého zámku znamenala výstavba nového barokního zámku v letech 1737–1739. Leopold přesídlil do nového reprezentativního sídla a celý areál starého zámku nechal stavitelem Zachariasem Hoffmannem (1678–1754) v letech 1740–1742 přestavět. Ze starého zámku se tak stal hospodářský dvůr s pivovarem, sýpkami a byty zaměstnanců. Pivovar byl v provozu do roku 1946, poté převzal celý areál státní statek. Neudržované budovy postupně chátraly, až došlo v 70. letech 20. století k postupné demolici. Poslední zbytky hospodářských budov byly odstraněny na počátku 21. století.

## Popis
Starý zámek byla původně podlouhlá patrová budova ve tvaru písmene „L“ s renesančními prvky. Spolu s hospodářskými budovami tvořil uzavřený areál. Po roce 1712 jej stavitel Hoffmann postupně upravoval v barokním duchu. Poměrně jednoduchou stavbu zastřešovala mansardová střecha. Fasády zdobily lizénové rámce, okna byla obdélného tvaru.

## Galerie

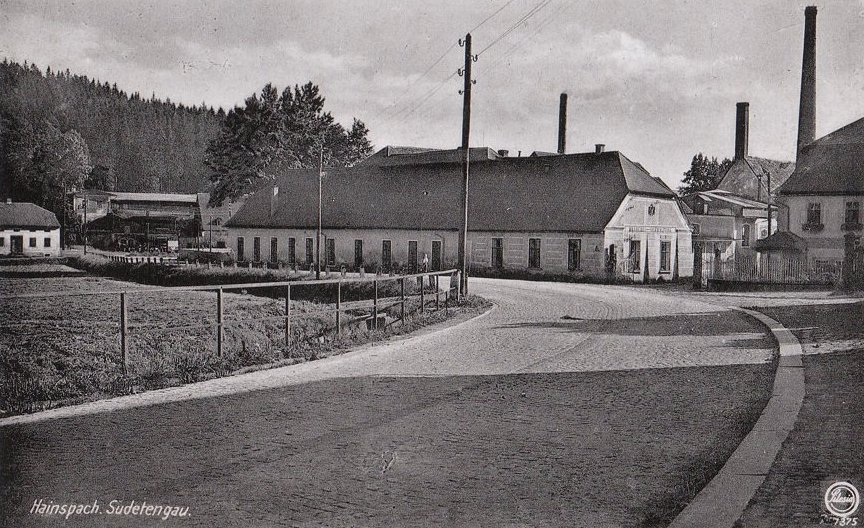
Pohled od hlavní silnice na počátku 20. století
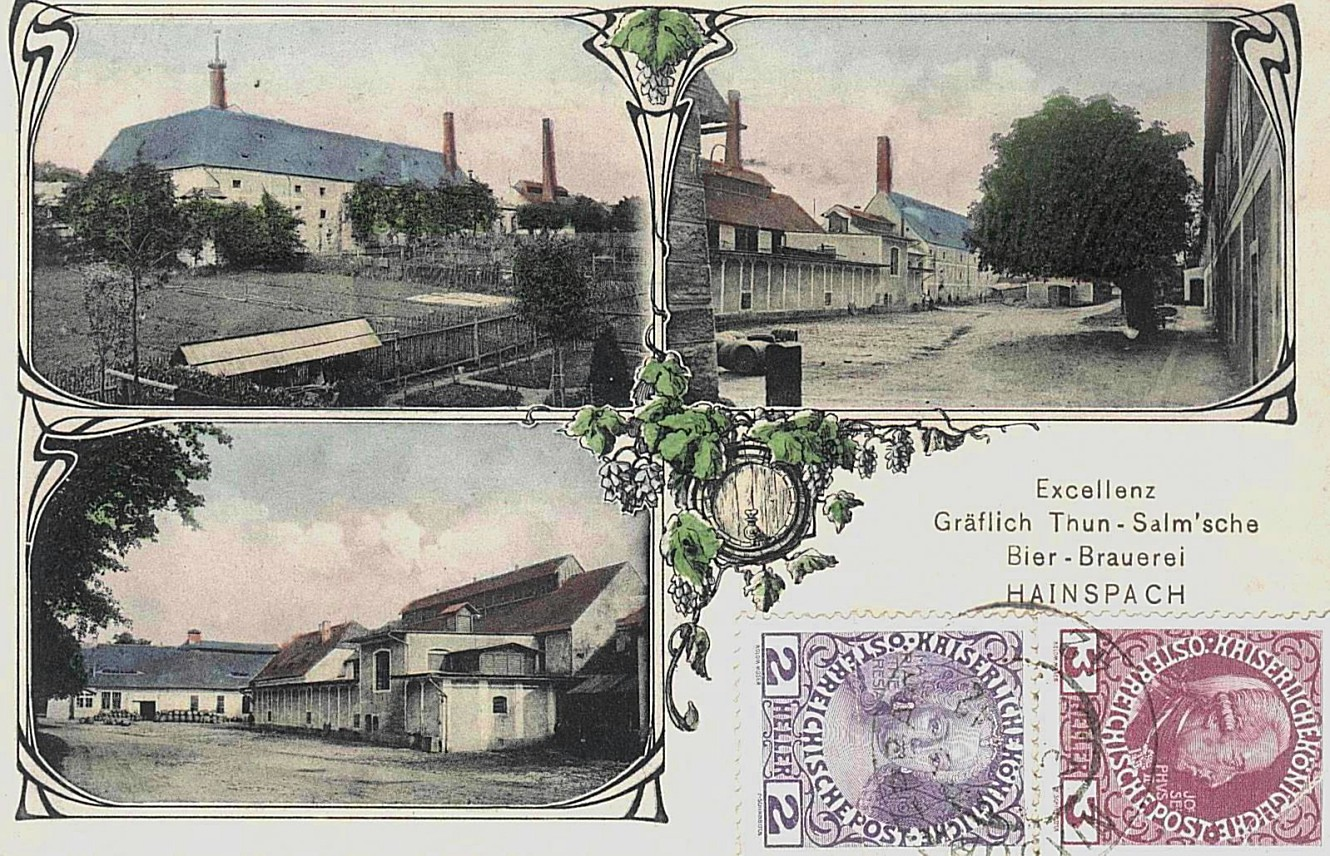
Pivovar na počátku 20. století